# Bloober Team
Bloober Team SA — польская компания, разработчик компьютерных игр, расположенная в Кракове. Была основана в 2008 году Петром Бабено и Петром Белятовичем и наиболее известна по играм Layers of Fear (2016), Observer (2017), Blair Witch (2019), The Medium (2021) и Silent Hill 2 (2024). В январе 2018 года Bloober Team получила премию Paszport Polityki в категории «Цифровая культура».

## История
Bloober Team была основана Петром Бабено (пол. Piotr Babieno) и Петром Белятовичем (пол. Piotr Bielatowicz) в 2008 году.
Одним из поворотных моментов в истории Bloober Team была разработка Basement Crawl, которая дебютировала вместе с выпуском PlayStation 4. После неудачного приёма студия перерабатывает игру, повторно используя концепцию основной игры, добавляет новую графику, игровые механики, сюжетные и игровые режимы. Полученный в результате продукт Brawl был выпущен в феврале 2015 года, получил более благоприятные отзывы и был бесплатно предоставлен владельцам Basement Crawl. Релиз Layers of Fear, первой хоррор-игры состоялся 16 февраля 2016 года. Следующим проектом студии стал Observer, психологический хоррор в сеттинге киберпанка. Анонс проекта состоялся на Е3 2016. Выход игры состоялся 15 августа 2017 года. Также у игры было переиздание под названием Observer System Redux, которое анонсировали 17 апреля 2020, а релиз состоялся 10 ноября 2020 года.
10 января 2018 года разработчик получил премию Paszport Polityki в категории «Цифровая культура». 8 марта 2018 года был анонсирован новый проект под кодовым названием Project Méliès. В октябре того же года было объявлено название игры — Layers of Fear 2, которая была выпущена в 2019 году издательством Gun Media. Также на Е3, которое проходило в 2019 году, Bloober Team объявили о создании новой игры — Blair Witch, которая является сиквелом одноимённого фильма. Blair Witch вышла 30 августа 2019 года. 7 мая 2020 анонсировали The Medium. Изначально её релиз был намечен на 10 декабря того же года, но потом случился перенос даты до 28 января 2021, причиной выступила пандемия, плюс обилие других игр на рынке, которые должны были выйти в декабре, в пример можно привести Cyberpunk 2077.
Последняя игра от польских разработчиков, а именно Layers of Fear, была анонсирована 1 октября 2021 года. Со следующим трейлером, который был показан на Summer Game Fest 2022, игра приобрела название Layers of Fears и заодно получила дату релиза — первый квартал 2023 года. Но 19 февраля 2023 года было объявлено, что проект меняет своё название на Layers of Fear, чтобы вернуться к истокам серии, а дата выхода смещается до июня. 15 мая 2023 было рассказано, что в этот же день выйдет демоверсия к игре, она будет доступна до 22 мая, а сама игра выйдет 15 июня этого же года.
19 октября 2022 прошла трансляция Silent Hill Transmission, в рамках которой был анонсирован ремейк Silent Hill 2, который разрабатывают Bloober Team. К созданию игры привлекли двух создателей оригинального Silent Hill 2, Масахиро Ито и Акиру Ямаоку, первый занимался дизайном монстров, а второй саундтреком и саунд-дизайном.
14 декабря 2022 года стало известно, что Bloober Team заключили сотрудничество с Private Division и в рамках этого сотрудничества они выпустят новый survival horror, который выйдет не раньше 2025 года.
7 марта 2023 года Bloober Team заявила, что занята созданием около 10 проектов, среди них семь видеоигр — ремейк Silent Hill 2, Layers of Fear, Project C, Project G (прорабатывается концепция), Project H (находится в планах), Project M (создаётся в сотрудничестве с Draw Distance), Project F (создаётся в сотрудничестве с Rogue Games), а также среди этих проектов в процессе создания находится настольная игра по The Medium, телесериал и полнометражный фильм по Layers of Fear.
17 октября 2024 года Bloober Team представила один из своих будущих проектов на презентации Xbox Partner — Cronos: The New Dawn. Игра относится к жанру survival horror и планируется к релизу в 2025 году на Windows, PlayStation 5 и Xbox Series X/S.
25 февраля 2025 года Bloober Team сообщила о продолжении сотрудничества с Konami на фоне успеха Silent Hill 2. В рамках сотрудничества польская студия разработает видеоигру на основе уже существующей франшизы Konami, однако детали не раскрываются. 12 июня 2025 в официальном ролике Konami объявили о ремейке 1 части Sillent Hill, который снова разрабатывают Bloober Team.

## Разработанные игры
| Год  | Название                            | Платформы                                                        | Жанр                   |
| ---- | ----------------------------------- | ---------------------------------------------------------------- | ---------------------- |
| 2010 | History Egypt Engineering an Empire | iOS, Windows, Nintendo DS, PlayStation Portable, Wii             | стратегия              |
| 2010 | Hospital Havoc                      | Nintendo DS                                                      | симулятор              |
| 2010 | Music Master: Chopin                | iOS, macOS, Windows                                              | музыка                 |
| 2011 | Double Bloob                        | Nintendo DSi                                                     | экшн                   |
| 2011 | Paper Wars: Cannon Fodder           | Nintendo DS, PlayStation Portable, Wii, Xbox 360                 | стратегия              |
| 2012 | A-Men                               | Windows, PlayStation 3, PlayStation Vita                         | головоломка            |
| 2013 | Deathmatch Village                  | PlayStation 3, PlayStation Vita                                  | MOBA                   |
| 2013 | A-Men 2                             | Windows, PlayStation 3, PlayStation Vita                         | головоломка            |
| 2014 | Basement Crawl                      | PlayStation 4                                                    | экшн                   |
| 2015 | Brawl                               | Android, Linux, macOS, Windows, Nintendo Switch, PlayStation 4   | экшн                   |
| 2016 | Layers of Fear                      | Linux, macOS, Windows, Nintendo Switch, PlayStation 4, Xbox One  | психологический хоррор |
| 2016 | Layers of Fear: Inheritance         | Linux, macOS, Windows, Nintendo Switch, PlayStation 4, Xbox One  | психологический хоррор |
| 2017 | Observer                            | Linux, macOS, Windows, Nintendo Switch, PlayStation 4, Xbox One  | психологический хоррор |
| 2019 | Layers of Fear 2                    | Windows, Nintendo Switch, PlayStation 4, Xbox One                | психологический хоррор |
| 2019 | Blair Witch                         | Windows, Nintendo Switch, PlayStation 4, Xbox One, VR            | психологический хоррор |
| 2020 | Observer System Redux               | Windows, PlayStation 4, PlayStation 5, Xbox One, Xbox Series X/S | психологический хоррор |
| 2021 | The Medium                          | Windows, macOS, PlayStation 5, Xbox Series X/S, Nintendo Switch  | психологический хоррор |
| 2023 | Layers of Fear                      | Windows, macOS, PlayStation 5, Xbox Series X/S                   | психологический хоррор |
| 2024 | Silent Hill 2                       | Windows, PlayStation 5                                           | survival horror        |
| 2025 | Cronos: The New Dawn                | Windows, PlayStation 5, Xbox Series X/S                          | survival horror        |
| 2025 | I Hate This Place                   | Nintendo Switch, Windows, PlayStation 5, Xbox Series X/S         |                        |
| TBA  | Project M                           |                                                                  |                        |
| TBA  | Silent Hill 1                       |                                                                  | survival horror        |